# Johnson City (Tennessee)
Johnson City es una ciudad ubicada en los condados de Washington, Carter y Sullivan en el estado estadounidense de Tennessee. En el Censo de 2010 tenía una población de 63.152 habitantes y una densidad poblacional de 563,51 personas por km².

## Geografía

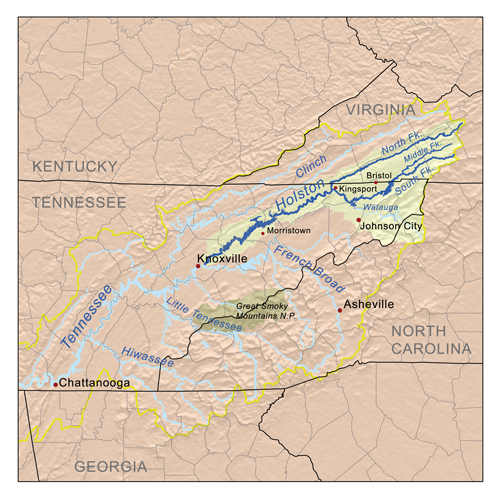
Mapa del río Holston —una de las fuentes del río Tennessee— en el que aparece a la derecha Johnson City

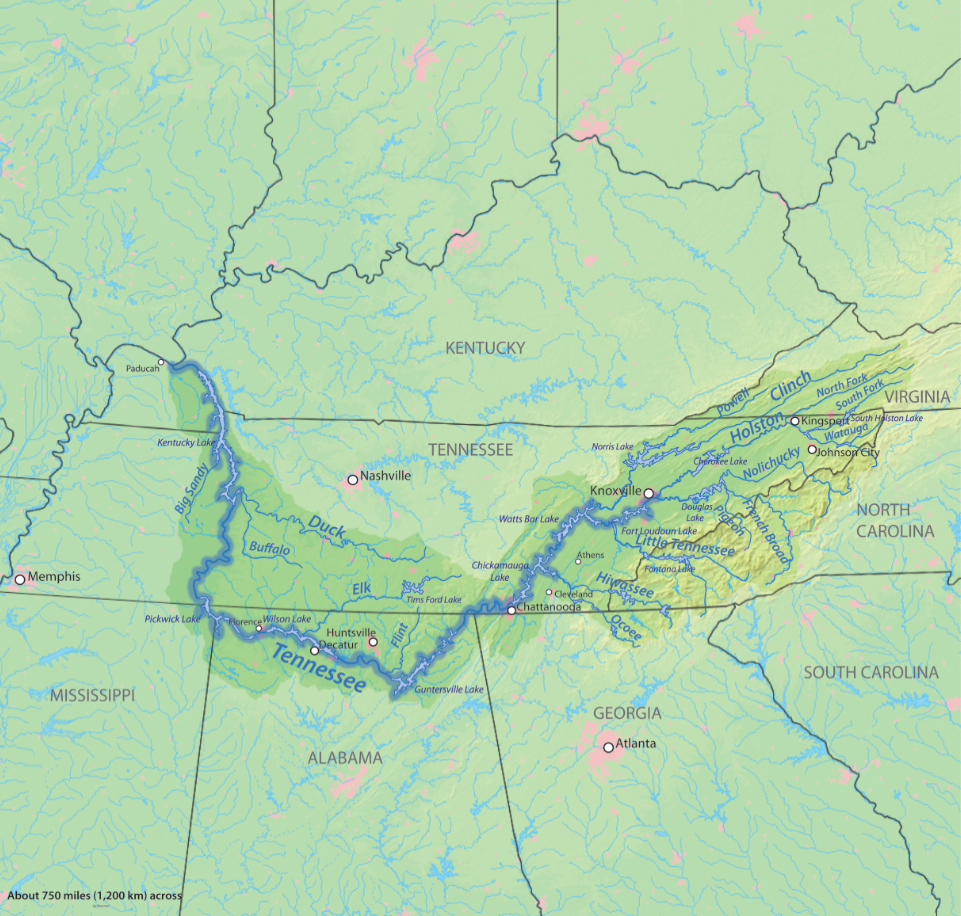
Mapa del río Tennessee en el que se ve a la derecha Johnson City

Johnson City se encuentra ubicada en las coordenadas 36°20′18″N 82°22′39″O / 36.33833, -82.37750. Según la Oficina del Censo de los Estados Unidos, Johnson City tiene una superficie total de 112.07 km², de la cual 111,22 km² corresponden a tierra firme y (0,76%) 0,85 km² es agua.

## Demografía
Según el censo de 2010, había 63.152 personas residiendo en Johnson City. La densidad de población era de 563,51 hab./km². 